# Georgetown (Massachusetts)
Georgetown es un pueblo del condado de Essex, Massachusetts, Estados Unidos. Según el censo de 2020, tiene una población de 8470 habitantes.

## Historia
Georgetown fue establecida originalmente en 1639 como parte de la localidad de Rowley por el reverendo Ezekiel Rogers. El pueblo en ese momento se extendía desde la costa atlántica hasta el río Merrimack, al sur de Newbury y al norte de Ipswich. Varios granjeros, al encontrar praderas adecuadas en la mitad occidental de la localidad, comenzaron a establecerse a lo largo del arroyo Penn a mediados del siglo XVII, creando la parroquia oeste de Rowley. Aunque no estuvo directamente involucrada en la Guerra del Rey Felipe, el pueblo se convirtió en víctima de las incursiones indias. El pueblo, que llegó a ser conocido como New Rowley, creció durante muchos años, con pequeños molinos y, finalmente, una empresa de calzado que se abrió en el pueblo. En 1838, la localidad era lo suficientemente grande como para su propia incorporación, y pasó a llamarse Georgetown. La pequeña industria continuó, hoy en día, es principalmente de naturaleza residencial, un suburbio distante de la costa norte de Boston.

## Geografía
Está ubicado en las coordenadas 42°43′34″N 70°58′59.9″O / 42.72611, -70.983306 (42.726226, -70.983318). Según la Oficina del Censo de los Estados Unidos, tiene una superficie total de 34.0 km², de la cual 33.3 km² corresponden a tierra firme y 0.7 km² es agua.

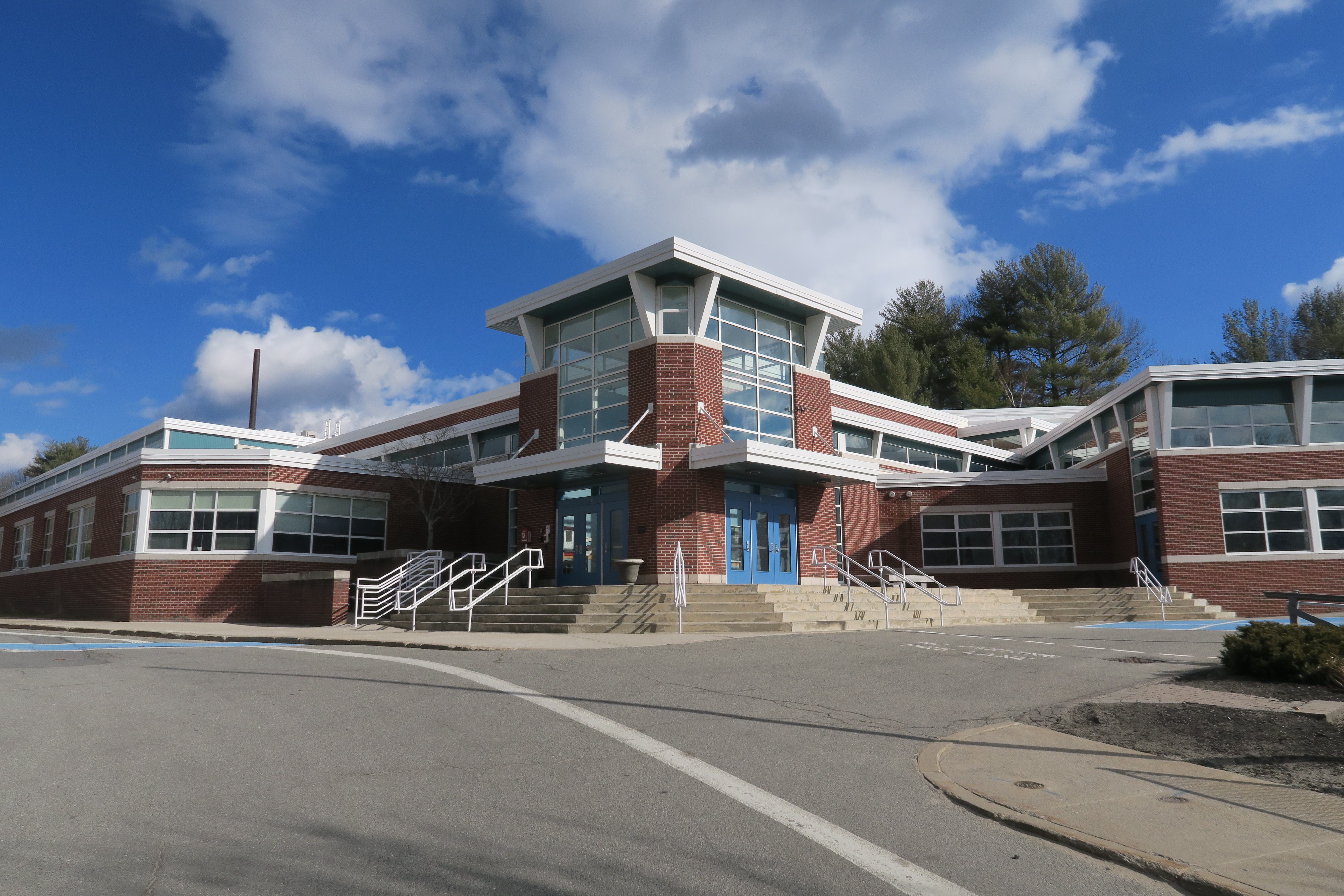
Georgetown High School

## Demografía
Según el censo de 2020, hay 8470 personas residiendo en la zona. La densidad de población es de 253 hab./km². El 92.36% son blancos, el 0.43% son afroamericanos, el 0.17% son amerindios, el 1.20% son asiáticos, el 0.71% son de otras razas y el 5.14% son de una mezcla de razas. Del total de la población, el 2.96% son hispanos o latinos de cualquier raza.